# Fytofotodermatitis

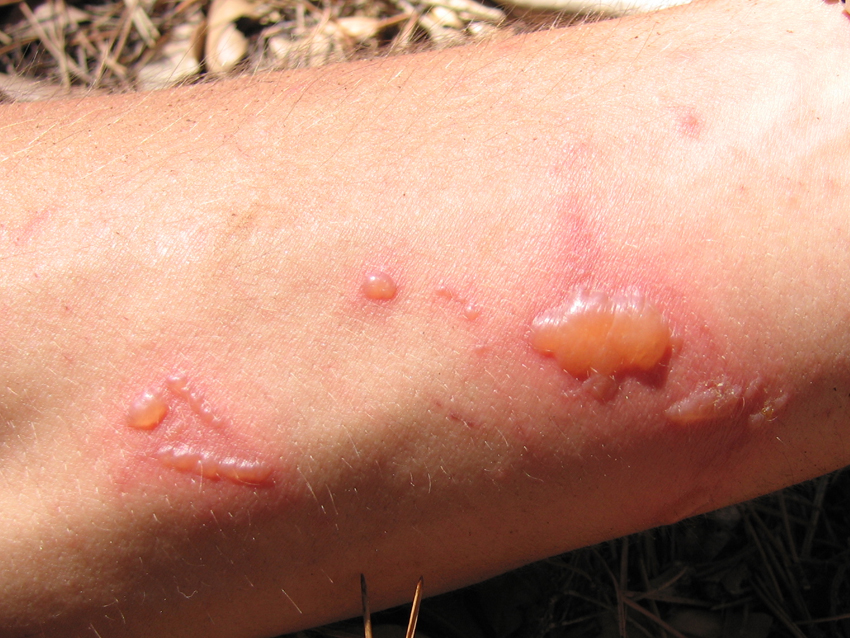
Fytofotodermatitis

Fytofotodermatitis is een aandoening waarbij onder invloed van licht (foto) een toxische of allergische eczeemreactie (dermatitis) op een plantaardige stof (fyto) optreedt. 
Een bekend voorbeeld is de reactie die op kan treden als men sap van de reuzenberenklauw op de huid krijgt waarna daar zonlicht op schijnt. Hierbij treden heftige roodheid, pijn, jeuk en blaren op. Maar ook bij andere planten kan een dergelijk verschijnsel optreden, soms alleen bij daarvoor gevoelige personen. 
De aandoening is gekenmerkt doordat hij alleen op aan licht blootgestelde delen van de huid op treedt, en dan meestal alleen nog op die delen daarvan die met de plant in contact zijn geweest, en zal meestal binnen enkele uren tot dagen na blootstelling optreden. Men ziet roodheid, papels, vesikels en soms krabartefacten.
De behandeling bestaat uit een sterke corticosteroïdezalf of -crème gedurende enkele dagen tot een week, en verder vermijden van de veroorzaker.